# Pocadicnemis desioi
Pocadicnemis desioi là một loài nhện trong họ Linyphiidae.
Loài này thuộc chi Pocadicnemis. Pocadicnemis desioi được Lodovico di Caporiacco miêu tả năm 1935.